# Кочетная
Кочетная — река в России, протекает в Ровенском районе Саратовской области. Левый приток Волги.

## География
Кочетная начинается в степях на левом берегу Волги, в балке Кошка западнее хутора Новый. Течёт на юг, затем вместе с балкой поворачивает на запад. Впадает в Волгу (технически в Волгоградское водохранилище) в 884 км от устья последней. При впадении в Волгу на левом берегу расположено село Кочетное, основанное в XVIII веке немецкими переселенцами. Устье реки находится в 884 км по левому берегу вдхр Волгоградское. Длина реки составляет 14 км, площадь бассейна — 183 км².

## Данные водного реестра
По данным государственного водного реестра России относится к Нижневолжскому бассейновому округу, водохозяйственный участок реки — Волга от Саратовского гидроузла до Волгоградского гидроузла, без рек Большой Иргиз, Большой Караман, Терешка, Еруслан, Торгун. Речной бассейн реки — Волга от верхнего Куйбышевского водохранилища до впадения в Каспий.
Код объекта в государственном водном реестре — 11010002212112100011043.